# Београдски објектив (часопис)
Београдски објектив био је фотографски часопис који је издавао Фото клуб „Београд". Часопис је излазио 3–6 пута годишње. Изишло укупно 17 бројева (1-5, 1956; 6-9, 1957; 10-14, 1958; 1-3, 1959). Часопис је уређивао редакцијски колегијум: Бранибор Дебељковић (главни и одговорни уредник, 1958-1959), Војислав Маринковић (главни и одговорни уредник, 1957), Секула Меденица и Стеван Ристић (чланови редакције, 1, 1956...). Концепцијски, био је претежно окренут фотографском аматеризму, али је знатно допринео и развоју фотографске струке. Највише су обрађивао теме из технике и технологије фотографије, уз повремено праћење естетичких проблема ликовне уметности и њене примене у фотографији. Иако је бележио и збивања на светској фото-сцени, кроз представљање великих изложаба или значајних ауторских личности, превасходно је тражио теме у српској фотографији, посебно београдској, па његове странице представљају јединствено сведочанство о једној значајној етапи развојног пута фотографије код Срба.

## Галерија часописаБеоградски објектив, насловне стране свих издатих бројева
- Часопис Београдски објектив, бројеви 2-5 (1956).
- Часопис Београдски објектив, бројеви 6-9 (1957).
- Часопис Београдски објектив, бројеви 10-13 (1958).
- Часопис Београдски објектив, бројеви 14-17 (1958-59).